# Llunàtics
Llunàtics (originalment en alemany: Peterchens Mondfahrt) és una pel·lícula de comèdia i d'aventures fantàstica animada per ordinador de 2021. Produïda a Alemanya i Àustria, està dirigida per Ali Samadi Ahadi. La cinta està basada en un conte de fades de Gerdt von Bassewitz. La pel·lícula es va doblar al català, i la seva estrena es va realitzar el 14 de gener de 2022 als cinemes amb la distribució de Flins & Pinículas. La distribució del doblatge en català va comptar amb 34 còpies.

## Argument
Peter emprèn un viatge a un territori màgic i misteriós per rescatar la seva germana Anne. La petita Anne ha estat segrestada quan intentava ajudar el seu amic Sr. Escarabat a la recerca de la seva dona a la Lluna. En aquesta aventura fantàstica per la Via Làctia, Peter descobreix que només podran saber el parador d'Anne, al sopar de la Fada de la Nit, al Castell dels Núvols.